# Domingos Maria das Dores Soares
Domingos Maria das Dores Soares (Kampfname: Koli, Coli) war während der Krise in Osttimor 1999 Indonesischer Regierungspräsident (Bupati) des Distrikts Dili. Er fungierte in der Endzeit der indonesischen Besetzung Osttimors als Chef einer Dachorganisation, zu der mehrere pro-indonesischer Milizen (Wanra).

## Werdegang
Soares schloss ein postgraduales Studium in Jura an der Universität Airlangga ab. Er wird oft als junger Intellektueller beschrieben. In den 1990er Jahren vertrat er regelmäßig die indonesische Position bei Veranstaltungen zum Thema „Osttimor“. Nach Abschluss seines Studiums erhielt Soares den Posten des Bürgermeisters von Osttimors Hauptstadt Dili und später des Bupatis des gesamten Distrikts Dili. 1997 scheiterte Soares gegen José Abílio Osório Soares bei der Kandidatur für den Gouverneursposten von Timor Timur, wie Osttimor von den Indonesiern als Provinz genannt wurde.
Am 27. Januar 1999 verkündete Indonesiens Präsident Bacharuddin Jusuf Habibie, dass die Osttimoresen in einem Referendum über den Status ihres Landes abstimmen können. Am selben Tag wurde Soares zum Chef des Forum Persatuan, Demokrasi das Keadilan (FPDK,deutsch Forum Einheit, Demokratie & Gerechtigkeit) ernannt, einer Dachorganisation, die die indonesischen Interessen vertreten sollte. Das FPDK war regierungsnah und hatte Zweigstellen in allen 13 Distrikten Osttimors. Diese waren gut ausgerüstet und meist unter der Führung der Bupatis oder der Distriktssekretäre. Finanziert wurden sie aus dem Regierungsbudget. Zum Forum gehörten auch Milizen (Milisia Pro-Otonomi), die aber in der Praxis von den Streitkräften Indonesiens (TNI) geführt wurden, bis hinab auf die Ebene der Subdistrikte. Für die von den Milizen ausgehende Gewalt im Umfeld des Referendums scheint Soares keine direkte Verantwortung zu tragen, wohl war er aber verantwortlich für ihre Organisation und Finanzierung. Am 17. April fand in Anwesenheit von Domingos Soares und Provinzgouverneur José Abílio Osório Soares eine Kundgebung der Milizen statt, bei der dazu aufgerufen, jene zu fangen und zu töten, die gegen eine Integration Osttimors in Indonesien seien. Im Anschluss darauf zogen die Milizen unter ihrem Anführer Eurico Guterres marodierend durch Dili. Beim Massaker im Haus von Manuel Carrascalão wurden mindestens 19 Menschen getötet. Hier waren auch indonesische Sicherheitskräfte beteiligt. Zwei Tage später wurde Eurico Guterres von Domingos Soares zum Chef der Zivilgarde (indonesisch Pam swakarsa) ernannt.
Am 11. Mai nahm Soares an einem Geheimtreffen der Milizenchefs, der örtlichen Militärchefs, des Geheimdienstes und der Polizei teil, bei dem Pläne zu Gewalttaten gegen Unabhängigkeitsaktivisten besprochen wurden. Initiator war der Oberbefehlshaber der indonesischen Streitkräfte in Osttimor Oberst Tono Suratman. Die Organisation übernahmen Soares und Armindo Soares Mariano, der osttimoresische Chef der Staatspartei Golkar.
Im Juni 1999 vereinigte sich das FPDK mit der Barisan Rakyat Timor Timur BRTT, einer am 30. April gegründeten Organisation unter Führung des Diplomaten Lopez da Cruz. Hinter der BRTT standen General Wiranto, Oberbefehlshaber der indonesischen Armee, und Außenminister Ali Alatas. Die neue Organisation namens Vereinigte Front für Osttimor (UNIF) stand unter der gemeinsamen Führung von Soares und Lopez da Cruz. João da Costa Tavares kommandierte die Milizen der UNIF.
Wenige Tage vor dem Referendum am 30. August lud Soares die Ortschefs des Distrikts Dili zu einer Versammlung ein. Dilis Bürgermeister Mateus Maia erklärte dabei, falls die Bürger nicht mehrheitlich für die Autonomie Osttimors innerhalb Indonesiens stimmen würden, würde „in Dili Blut fließen“. Die Bevölkerung entschied sich mehrheitlich für die völlige Unabhängigkeit Osttimors. Nachdem am 4. September das Ergebnis veröffentlicht wurde, zogen die pro-indonesischen Milizen plündernd und mordend durch die Stadt. Mindestens 67 Menschen starben, etwa die Hälfte der Gebäude wurde beschädigt.
Am 20. September landeten in Dili die Internationalen Streitkräfte Osttimor (INTERFET), um wieder für Ruhe und Ordnung zu sorgen. Die Sicherheitskräfte Indonesiens zogen sich aus Osttimor zurück. Am selben Tag wurde Soares zum Chef einer Organisation, die sich am 5. Februar 2000 als Uni Timor Aswain (UNTAS) im westtimoresischen Kupang offiziell gründete. Die Organisation beansprucht weiterhin Osttimor als Teil Indonesiens und wurde zur politischen Basis der Milizionäre und war auch später im von der UN-Verwaltung eingesetzten National Council mit drei Sitzen vertreten. Soares wies beharrlich das Ergebnis des Referendums zurück. Öffentlich lehnte er aber die Gewalt der Milizen ab und bestritt Gewalttaten durch Milizen, die ihm unterstellt waren, beziehungsweise bestritt er die Existenz solcher Milizen. Die Verwaltung durch die Vereinten Nationen bezeichnete er als „Kolonialismus“ und die ausländischen, meist westlichen Truppen als „Albinos“.
Im Dezember 1999 wurde Soares von der Kommission für Menschenrechtsverletzungen in Osttimor (KPP-HAM) befragt, die von der indonesischen Nationalen Menschenrechtskommission (KOMNASHAM) geschaffen wurde. Er weigerte sich aber im Mai 2000 zum Verhör durch die indonesische Generalstaatsanwaltschaft zu erscheinen. Soares war ursprünglich zur Strafverfolgung ausgeschrieben, wurde aber ohne öffentliche Begründung von der Generalstaatsanwaltschaft im Mai 2000 wieder von der Fahndungsliste gestrichen.

## Sonstiges
Soares ist mit der Tochter von Arnaldo dos Reis Araújo verheiratet, dem Präsidenten der Associação Popular Democrática Timorense (APODETI), die am Ende der Kolonialzeit den Anschluss Osttimors an Indonesien anstrebte.